# Stylochaeton puberulus
Stylochaeton puberulus är en kallaväxtart som beskrevs av Nicholas Edward Brown. Stylochaeton puberulus ingår i släktet Stylochaeton och familjen kallaväxter. Inga underarter finns listade.